# بات فوكس
بات فوكس (بالإنجليزية: Pat Fox)‏ هو لاعب قذف أيرلندي، ولد في 8 يوليو 1962.